# Swapper
En sécurité informatique, un swapper est un hacker dont le seul but est d'échanger le plus de logiciels possible (souvent sans même les utiliser une seule fois). Il fait partie des grey hats.

## SIM swapper
Le SIM swapper est un pirate informatique qui parvient à convaincre un fournisseur de télécommunications de rediriger un numéro de téléphone vers une nouvelle carte SIM en sa possession. Disposant ainsi du numéro de téléphone de sa victime, le SIM swapper peut ainsi changer tous ses mots de passe et prendre le contrôle de ses comptes en ligne. Le SIM swapping permet par exemple de piller les comptes de cryptomonnaies des victimes. En septembre 2018, l'Américain Joseph Harris (aka doc) est arrêté en Californie, accusé d'avoir dérobé $14 millions à la startup de cryptomonnaies Crowd Machine en SIM swappant le numéro de téléphone du CEO de l'entreprise. En avril 2019, l'Américain Joel Ortiz écope de 10 ans de prison pour avoir dérobé plus de $7,5 millions avec le SIM swapping.
Dans le courant des années 2010, le numéro de téléphone des utilisateurs de services web devient systématiquement utilisé pour opérer les vérifications d'identité, ce qui en fait une cible de choix pour les hackers malintentionnés. L'utilisation des applications d'authentification telles que Google Authenticator et Authy est recommandée pour contourner le risque d'être victime du SIM swapping. L'investisseur américain en cryptomonnaies Michael Terpin a porté plainte contre AT&T pour avoir été SIM swappé une seconde fois en 2018 malgré le fait d'avoir souscrit à un plan sécurisé à la suite de sa première attaque en 2017. L'équipe de Fox Los Angeles a remonté la piste d'un opérateur de Verizon qui était de mêche avec des hackers adeptes du SIM swapping.

## Verbe
Swapper est aussi un verbe (calque du verbe anglais to swap traduisible par : échanger ou troquer) qui a deux acceptions en informatique :
- la première et la plus ancienne est action d'accéder à la mémoire virtuelle (swap memory).
- la seconde, figurée, désigner le fait d'être ralenti par des considérations diverses à un instant donné, en référence au fait qu'un ordinateur qui accède à sa mémoire virtuelle (historiquement stockée sur le disque dur) est beaucoup plus lent qu'un ordinateur qui opère directement en mémoire centrale (stockée en mémoire vive). On parle aussi, par extension, de déswapper, c'est-à-dire de vider sa mémoire virtuelle, pour faire le ménage. Comme, en informatique et contrairement à la vie réelle, vider quelque chose nécessite un accès à cette chose, et donc au disque dur, qui est très lent, une personne qui "déswappe" (qui fait le ménage dans ses affaires) est une personne qui fait du ménage en passant du temps sur chaque chose qu'elle jette (contrairement à une personne qui ferait un gros tas et mettrait tout à la poubelle).